# ممردیکا
ممردیکا (نام علمی: Momordica) نام یک سرده از تیره کدوییان است. دارای گل‌های زرد روشن است که میوه آن بعد از رسیدن زرد یا نارنجی رنگ می‌شود و سرشار از ویتامین ث است.
این گیاه در سیستان و بلوچستان کشت می‌شود.

## خواص
- در کنترل دیابت بسیار مؤثر است و استفاده از هر عدد میوه آن، حدود ۱۰ واحد از قند خون را در کاهش می‌دهد.[۱]
- کشنده باکتری و ویروس
- کشنده سلول‌های سرطانی
- پیشگیری از تومور
- کاهش فشار خون
- کاهش دمای بدن
- کاهش کلسترول[۲][۳]